# 사하라은개미
사하라은개미는 사하라 사막에 살아가는 개미의 종류다. 사막개미와 사하라사막개미와는 근연종이다.
주로 그들의 서식지의 극단적으로 높은 온도 때문에, 그러나 또한 포식자들의 위협 때문에, 개미들은 하루에 단 10분 정도만을 그들의 둥지 밖에서 보낸다.
 온도와 포식의 이중의 압박은 그들이 포식성 도마뱀이 활동을 멈추는 온도와 이 개미의 최고 온도 한계점 사이의 좁은 온도의 영역 이내에서만 지상에서 활동할 수 있게 제한한다.

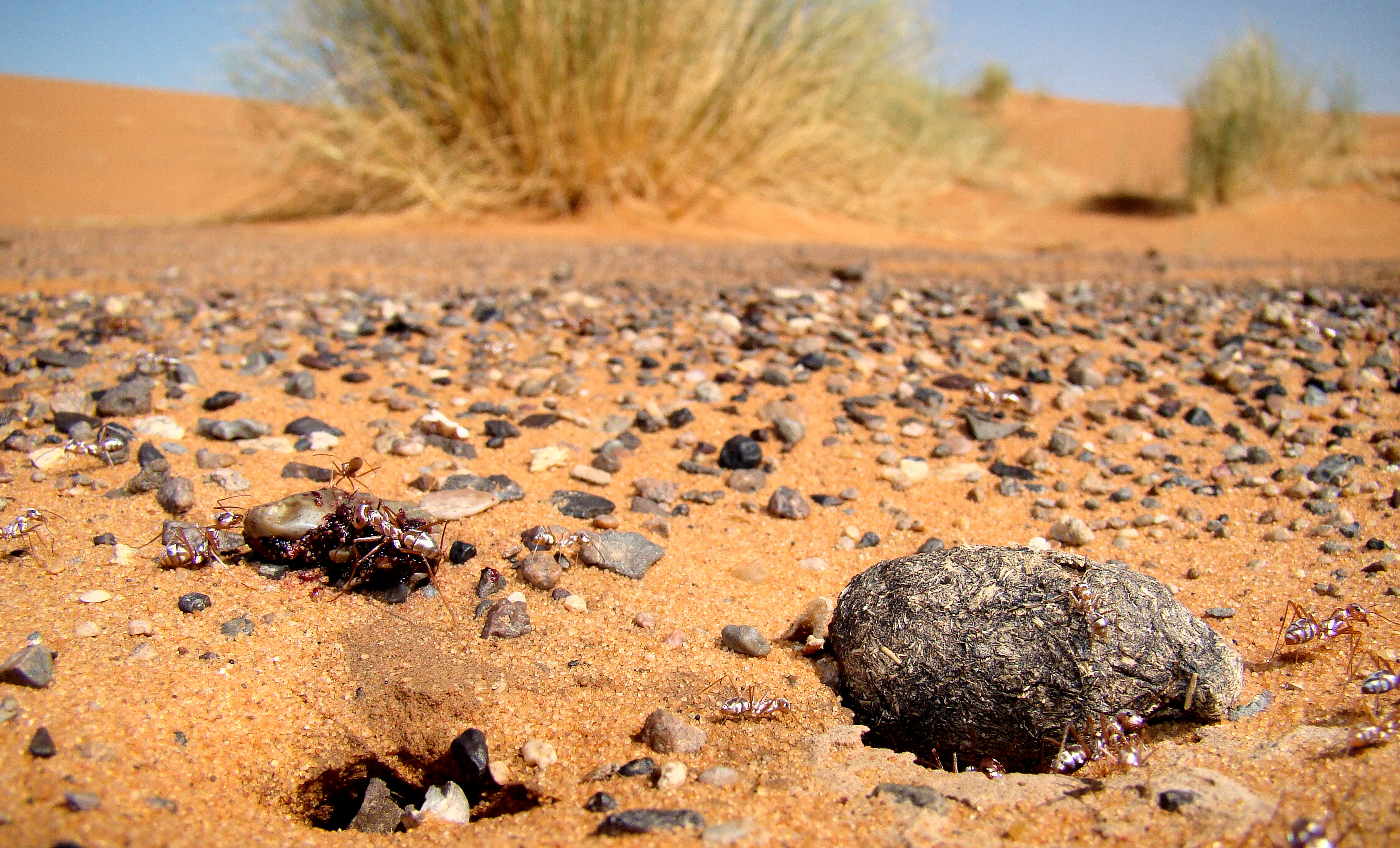
사하라은개미의 집의 모습

이 개미들은 열사한 시체에서 고기를 얻기 위해 섭시 47도(화씨 117도) 이상의 한낮의 온도에서 활동한다. 이러한 높은 온도에 대처하기 위해, 이 개미들은 몇 가지 독특한 적응을 했다.
그들은 다른 개미들보다 더 긴 다리를 가지고 있다. 이 긴 다리는 그들의 몸을 뜨거운 모래에서 떨어뜨리며, 그들이 최고 속력으로 달릴 때 앞의 두 다리를 들어 여섯 개의 다리 중 네 개만을 사용한다. 이 개미들은 최대 초당 0.7미터의 속력으로 달릴 수 있고, 마치 모래 위에 수은 방울이 굴러가는 것처럼 보인다.
개미들은 태양의 위치의 진로를 따르면서 길을 찾을 수 있는데, 언제나 그들의 둥지로 돌아가는 직선 경로를 알고 있고, 그래서 그들이 열기에 노출되는 시간을 최소화할 수 있다. 그들은 내열 단백질을 생산하는데, 열이 그들의 몸을 덮칠 때 이에 대한 즉각적인 반응으로서 내열 단백질을 생산하지 않는다는 것이 다른 동물들과는 다른 점이다. 대신 이 개미들은 굴을 떠나기 전에 미리 단백질을 생산해둬서 몸의 온도가 급격하게 올라갈 때 신체의 초기 손상으로 인해 고통받지 않는다. 이 단백질은 아주 높은 신체 온도에서조차 세포가 기능하게 한다. 만일 개미들이 극단적인 열기를 예상해서 단백질을 만들지 않는다면, 그들은 단백질이 기능을 발휘할 수 있게 되기 전에 죽을 것이다.
소수의 정찰병들이 감시를 유지하며 만일 개미 도마뱀들이 그들의 굴에 집을 구축한다면 군체에 이를 알린다. 그러면 군체 전체가, 수백마리의 개미가, 온도가 섭씨 53도(화씨 127도)에 달해 죽을 위험에 처하게 되기 전까지 작업을 끝마쳐야 함에도 불구하고 먹이를 찾으러 개미집을 떠난다.

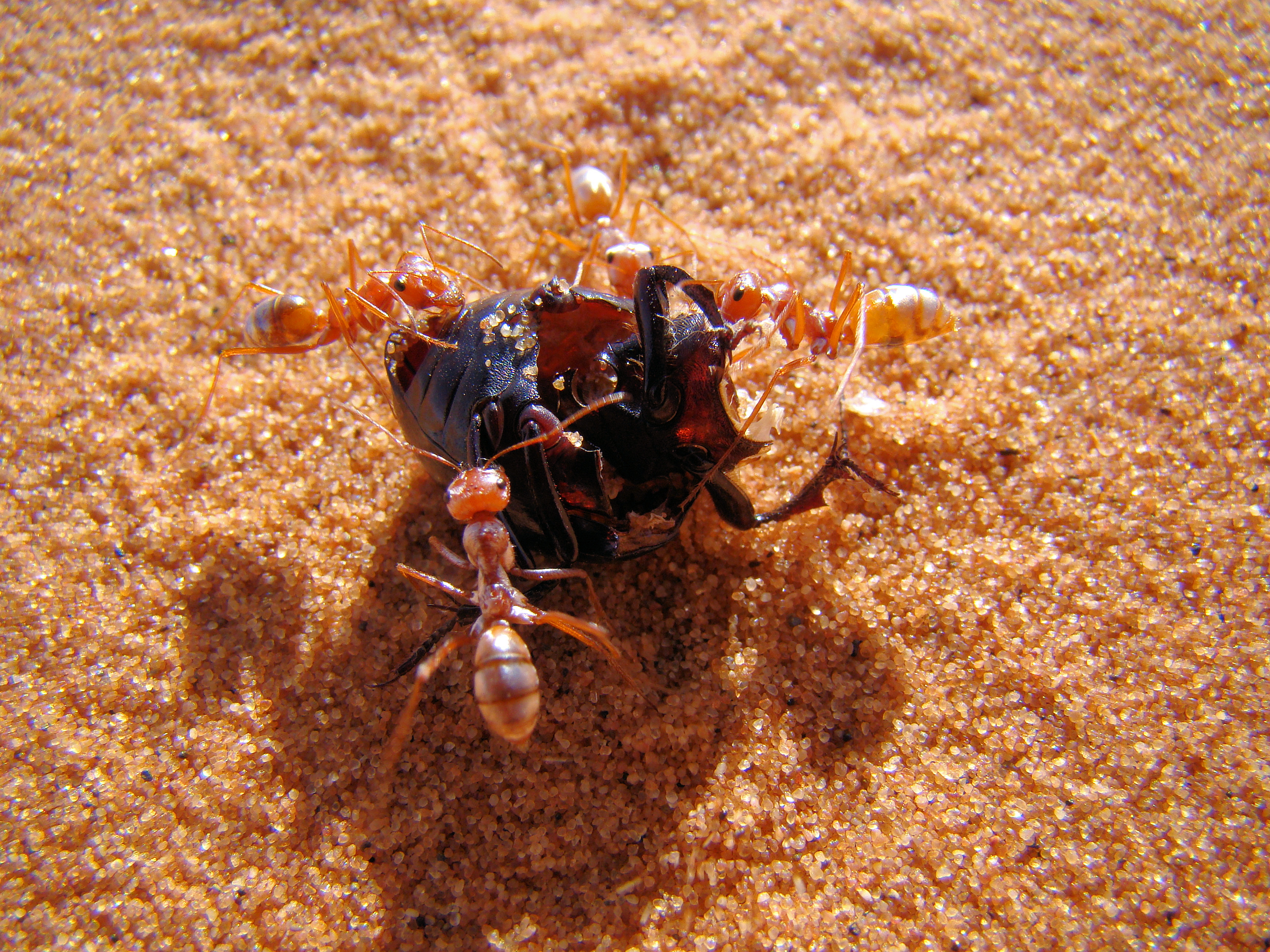
사막의 딱정벌레를 포획중인 사하라은개미들

한 연구자의 말에 따르면, 이 단백질의 생산이 "세포 손상이나 단백질 변성에 극심한 반응을 하지는 않지만, 신규(en:De novo) 내열단백질(en:Heat shock protein) 합성이 충분히 이루어지기엔 온도가 지나치게 급작스레 바뀔 때 기관들이 제대로 작동하도록 하는 적응 반응으로 보인다" 며, 또한 "몇 분 동안의 먹이를 찾는 광란의 기간은 열기에 노출된 다음에 이 내성 단백질이 합성되기엔 지나치게 짧다"고 한다.
이것과 다른 적응들이 이 개미를 "알려진 내열성이 제일 뛰어난 동물"이라고 불리게 해준다. 이 개미의 최대 내성 온도는 53.6 °C (128.5 °F)이다.
은색 개미들의 몸뚱아리의 윗부분과 측면이 삼각형의 횡단면을 가진 독특하게 생긴 털에 뒤덮여있는데, 이는 두 가지 방식으로 그들을 시원하게 유지해준다. 이 털은 태양이 제일 강렬하게 내리쬐는 지역에서 근적외선과 가시광선을 잘 반사한다. 털은 중적외선도 잘 방사하는데, 이 덕에 한낮에 반사 외의 수동적인 냉각 효과를 누릴 수 있다.